# 세묜 노모코노프
세묜 다닐로비치 노모코노프(러시아어: Семён Данилович Номоконов; 1900년 8월 12일 – 1973년 7월 15일)는 제2차 세계 대전 중 소련의 저격수로, 367명을 사살하여 역사상 가장 치명적인 저격수 중 한 명으로 간주된다. 함니간 에벤키족이었던 노모코노프는 전쟁에 참전한 러시아 토착민 중 한 명이었다. 그는 적들로부터 "타이가 샤먼"이라는 별명을 얻었다.

## 어린 시절
노모코노프는 러시아(당시 러시아 제국) 자바이칼 변경주의 델륀 정착지에서 가난한 사냥꾼 가족으로 태어났으며, 어린 시절부터 타이가에서 살았다. 노모코노프는 7세에 처음으로 소총을 사용했다. 그는 검은담비, 백두산사슴, 와피티사슴을 사냥했고, "솔개의 눈"이라는 별명을 얻었다. 노모코노프는 15세에 세례를 받고 세묜이라는 이름을 받았다. 1928년 노모코노프는 러시아 실킨스키 구역의 니즈니 스탄 정착지로 이주했다. 그는 계속 사냥을 했으며 목공일도 했다.

## 전쟁
노모코노프는 1941년 8월에 군 복무를 시작했으며, 처음에는 연대의 자급자족 농장에서 일했다. 그 후 부상병을 위한 목발을 만들었다. 노모코노프는 우연히 저격수가 되었다. 1941년 가을, 그는 부상병 중 한 명을 대피시키던 중 자신을 겨냥하는 독일군을 발견했다. 노모코노프는 자신의 소총으로 그를 사살했다. 또 다른 버전에 따르면, 1941년 10월 노모코노프는 소총을 받고 시험해보기로 결정했다. 탄약 낭비를 피하기 위해 노모코노프는 숲이 우거진 호숫가를 따라 몸을 굽히며 이동하는 독일군을 상대로 소총을 시험했다. 그 후 노모코노프는 저격 소대로 전속되었다. 그는 망원 조준경 없이 모신나강 소총으로 사격하기 시작했다. 노모코노프는 발다이 구릉, 카렐리야 지협, 우크라이나, 리투아니아, 동프로이센에서 싸웠고, 그 후 만주에서 싸웠다. 그는 처음에는 사살 수를 자신의 파이프에 표시했다. 노모코노프는 여덟 번 부상당했고 두 번 폭발 부상을 입었다.
저격수 교관으로서 노모코노프는 150명 이상의 병사들을 훈련시켰다.

## 전후
노모코노프는 말을 타고 집으로 돌아왔다. 그는 니즈니 스탄에서 목공일을 계속했지만, 나중에 장남들이 살고 있던 주갈라이 정착지로 이사했다. 그는 집을 짓고 여가 시간에 사냥을 계속했다. 1945년 가을, 노모코노프는 군 복무에 대한 보상으로 말 한 필, 쌍안경, 소총 24638번을 받았다. 노모코노프의 딸 조야 바부예바에 따르면, 그는 과묵한 사람이었고 전쟁에 대해 많이 이야기하는 것을 좋아하지 않았다.
노모코노프는 주갈라이에서 사망하여 그곳에 묻혔다. 시인 바실리 레베데프-쿠마치는 그에게 헌정하는 시를 썼다.
노모코노프는 9명의 자녀와 49명의 손자녀를 남겼다.

## 훈장
- 레닌 훈장
- 적기훈장
- 적성훈장 2회
- 전투공로메달
- 참전 및 기념 메달

## 내용주
1. ↑  저격수 기록에 따르면 독일군 360명과 일본군 7명. 다른 자료에 따르면 368명[2] 또는 369명을 사살했다.[3] 368명이라는 수치에는 자바이칼 전선에서 사살된 일본군 8명이 포함된다.[2]
2. ↑  더 일반적으로는 함니간인 퉁구스족으로 묘사된다.[2]